# Zettlitz

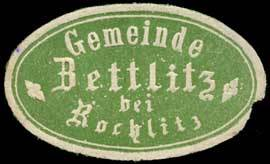
Siegelmarke der Gemeinde Zettlitz

Zettlitz ist eine Gemeinde im Norden des Landkreises Mittelsachsen zwischen den Städten Rochlitz und Geringswalde. Sie ist Teil der Verwaltungsgemeinschaft Rochlitz mit Sitz in der gleichnamigen Stadt.

## Geographie
Zettlitz liegt am östlichen Ufer der Zwickauer Mulde. Etwa fünf Kilometer südwestlich befindet sich die Stadt Rochlitz und etwa 35 Kilometer weiter südlich die Stadt Chemnitz.

### Nachbargemeinden
Angrenzende Gemeinden sind Geringswalde (Stadt), Königsfeld, Rochlitz (Stadt) und Seelitz im Landkreis Mittelsachsen sowie Colditz (Stadt) und Zschadraß im Landkreis Leipzig.

### Gemeindegliederung
Die Gemeinde besteht aus den Ortsteilen:
- Arnsdorf
- Ceesewitz
- Hermsdorf (früher: Hochhermsdorf)
- Kralapp
- Methau
- Rüx
- Zettlitz

## Geschichte

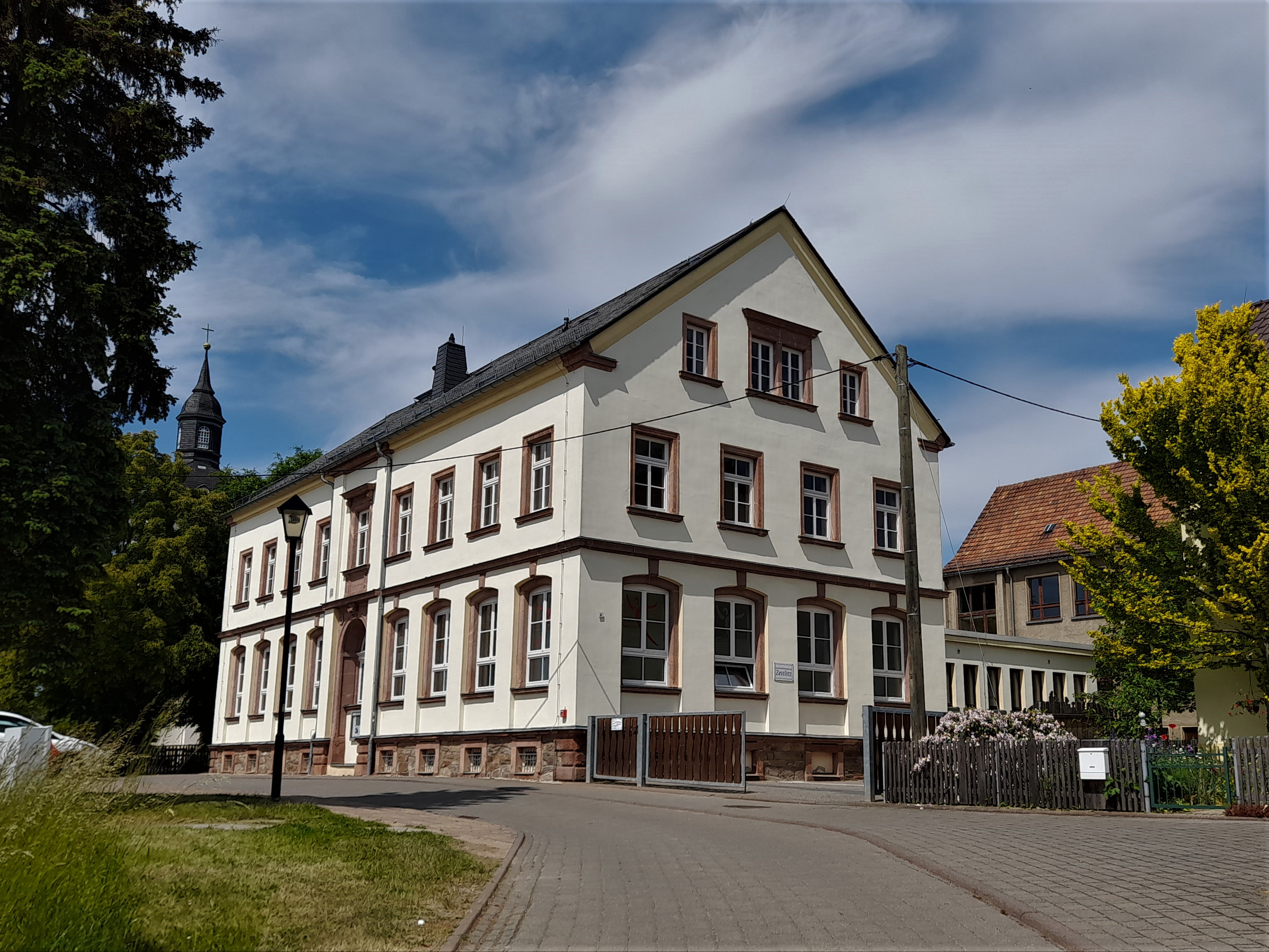
Gemeindeamt Zettlitz

### Erste urkundliche Erwähnung, weitere verbürgte Ortsnamenformen
Im Jahr 1233 wird ein Heinricus de Ceteliz in einer Urkunde erwähnt,  das ist der erste indirekte urkundliche Nachweis einer Gemeinde dieses Namens. Unklar ist, ob sich die Urkunde auf Zettlitz bei Rochlitz oder Zedtlitz bei Borna bezieht. Das 1350 erstmals genannte Czetelicz meint mit Sicherheit das jetzige Zettlitz. Der Ortsname ist altsorbischer Herkunft und bedeutet Dorf eines Cetel....
Weitere in Urkunden genannte Schreibweisen des Ortsnamens sind:
- 1350, 1378: Czetelicz
- 1400, 1445, 1447 Czetlicz
- 1548: Zettelitz
- 1749: Zettlitz
- 1791: Zettlitz

### Eingemeindungen
| Ehemalige Gemeinde                | Datum                 | Anmerkung                                                 |
| --------------------------------- | --------------------- | --------------------------------------------------------- |
| Arnsdorf                          | 01.04.1935            |                                                           |
| Ceesewitz                         | 01.07.1950            |                                                           |
| Hermsdorf (früher: Hochhermsdorf) | 01.07.1950 01.07.1965 | Eingemeindung nach Aitzendorf, Umgliederung nach Zettlitz |
| Kralapp                           | 01.07.1964            |                                                           |
| Methau                            | 01.07.1950            |                                                           |
| Rüx                               | 01.07.1964            |                                                           |

### Einwohnerentwicklung
Entwicklung der Einwohnerzahl (31. Dezember):
| - 1998: 1092 - 1999: 1118 - 2000: 1063 - 2001: 1053 - 2002: 1015 - 2003: 957 | - 2004: 898 - 2005: 882 - 2007: 832 - 2009: 810 - 2010: 807 - 2011: 800 | - 2012: 783 - 2013: 778 - 2015: 737 |

 Datenquelle: Statistisches Landesamt Sachsen
Mit 794 Einwohnern (Stand: 30. Juni 2012) stellt Zettlitz nach der Gemeinde Rathen mit 372 Einwohnern, gemessen an der Bevölkerung, die zweitkleinste Gemeinde Sachsens.

## Politik

### Gemeinderat
Seit der Gemeinderatswahl am 9. Juni 2024 verteilen sich die 10 Sitze des Gemeinderates folgendermaßen auf die einzelnen Gruppierungen:
- Wählervereinigung der Freiwilligen Feuerwehren der Gemeinde Zettlitz: 6 Sitze
- Wählervereinigung des FSV Zettlitz: 2 Sitze
- Wählervereinigung „Chor“: 1 Sitz
- Zukunft.Gemeinsam.Gestalten 1 Sitz

| Gemeinderat ab 2024Insgesamt 10 Sitze - FFW: 6 - FSV: 2 - ZGG: 1 - Chor: 1 | Liste                                                              | 2024   | 2024   | 2019   | 2019   | 2014   | 2014   |
| Gemeinderat ab 2024Insgesamt 10 Sitze - FFW: 6 - FSV: 2 - ZGG: 1 - Chor: 1 | Liste                                                              | Sitze  | in %   | Sitze  | in %   | Sitze  | in %   |
| Gemeinderat ab 2024Insgesamt 10 Sitze - FFW: 6 - FSV: 2 - ZGG: 1 - Chor: 1 | Wählervereinigung der Freiwilligen Feuerwehr der Gemeinde Zettlitz | 6      | 60,4   | 6      | 58,9   | 6      | 56,8   |
| Gemeinderat ab 2024Insgesamt 10 Sitze - FFW: 6 - FSV: 2 - ZGG: 1 - Chor: 1 | Wählervereinigung des FSV Zettlitz                                 | 2      | 15,3   | 1      | 16,9   | –      | –      |
| Gemeinderat ab 2024Insgesamt 10 Sitze - FFW: 6 - FSV: 2 - ZGG: 1 - Chor: 1 | Zukunft.Gemeinsam.Gestalten                                        | 1      | 15,3   | –      | –      | –      | –      |
| Gemeinderat ab 2024Insgesamt 10 Sitze - FFW: 6 - FSV: 2 - ZGG: 1 - Chor: 1 | Wählervereinigung „Chor“                                           | 1      | 6,2    | 1      | 9,4    | 1      | 13,6   |
| Gemeinderat ab 2024Insgesamt 10 Sitze - FFW: 6 - FSV: 2 - ZGG: 1 - Chor: 1 | Linke                                                              | –      | 2,8    | 1      | 14,9   | 3      | 29,6   |
| Gemeinderat ab 2024Insgesamt 10 Sitze - FFW: 6 - FSV: 2 - ZGG: 1 - Chor: 1 | Wahlbeteiligung                                                    | 71,9 % | 71,9 % | 62,7 % | 62,7 % | 51,9 % | 51,9 % |

### Bürgermeister
Im November 2016 wurde der gebürtige Rochlitzer Steffen Dathe mit 84 % der Stimmen zum Bürgermeister gewählt. Seit 2023 ist Thomas Arnold Bürgermeister.
| Wahl | Bürgermeister  | Vorschlag       | Wahlergebnis (in %) |
| ---- | -------------- | --------------- | ------------------- |
| 2023 | Thomas Arnold  | Arnold          | 89,4                |
| 2016 | Steffen Dathe  | Dathe           | 84,0                |
| 2015 | Thomas Arnold  | Einzelvorschlag | 77,9                |
| 2010 | Thomas Arnold  | Arnold          | 54,2                |
| 2008 | Jürgen Wünsche | WV Feuerwehr    | 96,1                |
| 2001 | Jürgen Wünsche | WV Feuerwehr    | 93,4                |

## Kultur und Sehenswürdigkeiten
- siehe auch: Liste der Kulturdenkmale in Zettlitz
- Dorfkirche im Ortsteil Hermsdorf von 1788 mit Orgel aus der Werkstatt von Friedrich Ladegast (1884)
- Zettlitzer Kirche – Neubau 1847 mit doppelten Emporen und eingezogenem Kanzelaltar
- Auenbachtal

Impressionen aus Zettlitz

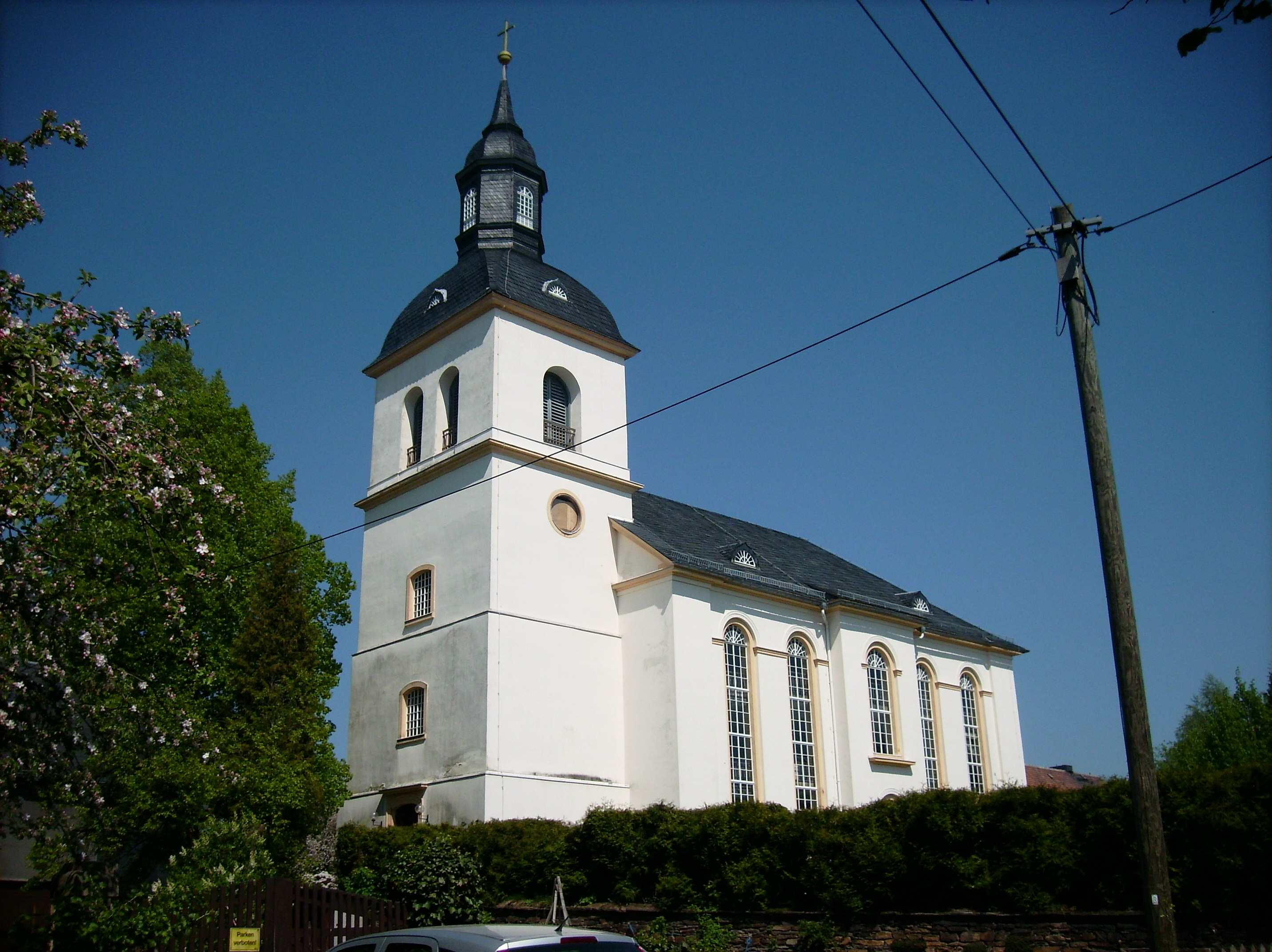
Kirche zu Zettlitz im heutigen Zustand
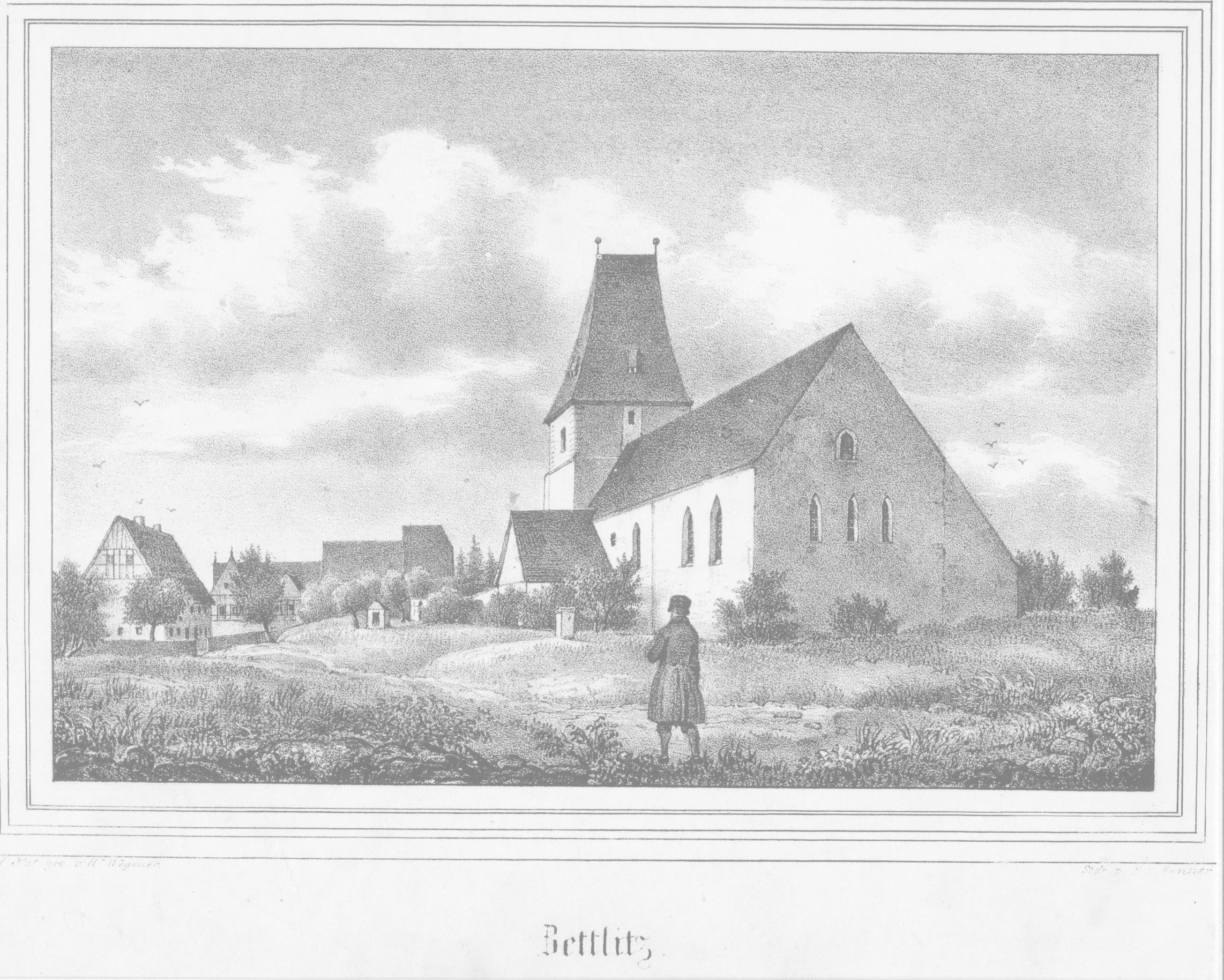
Lithographie der Kirche zu Zettlitz um 1840
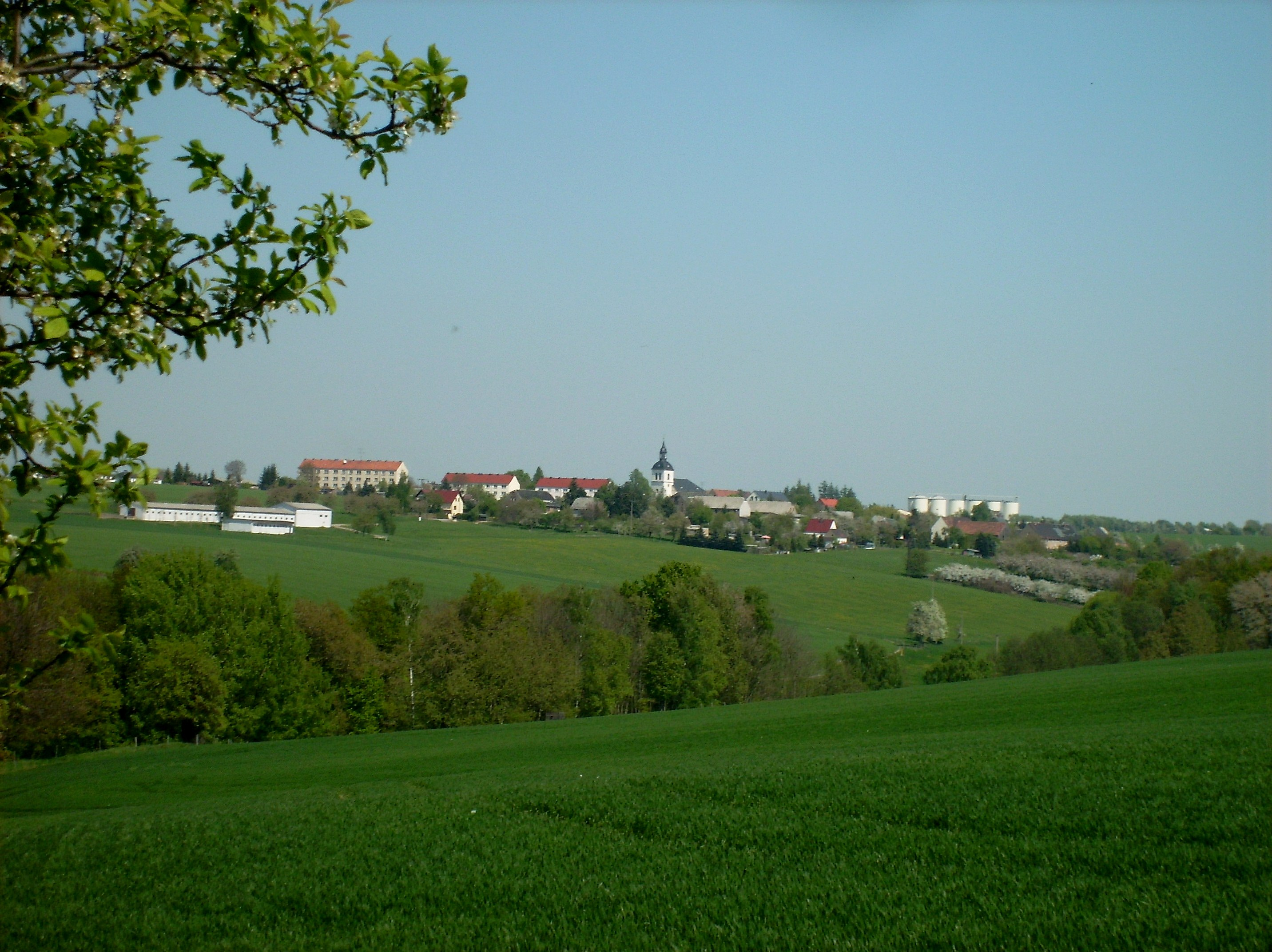
Impressionen aus Zettlitz
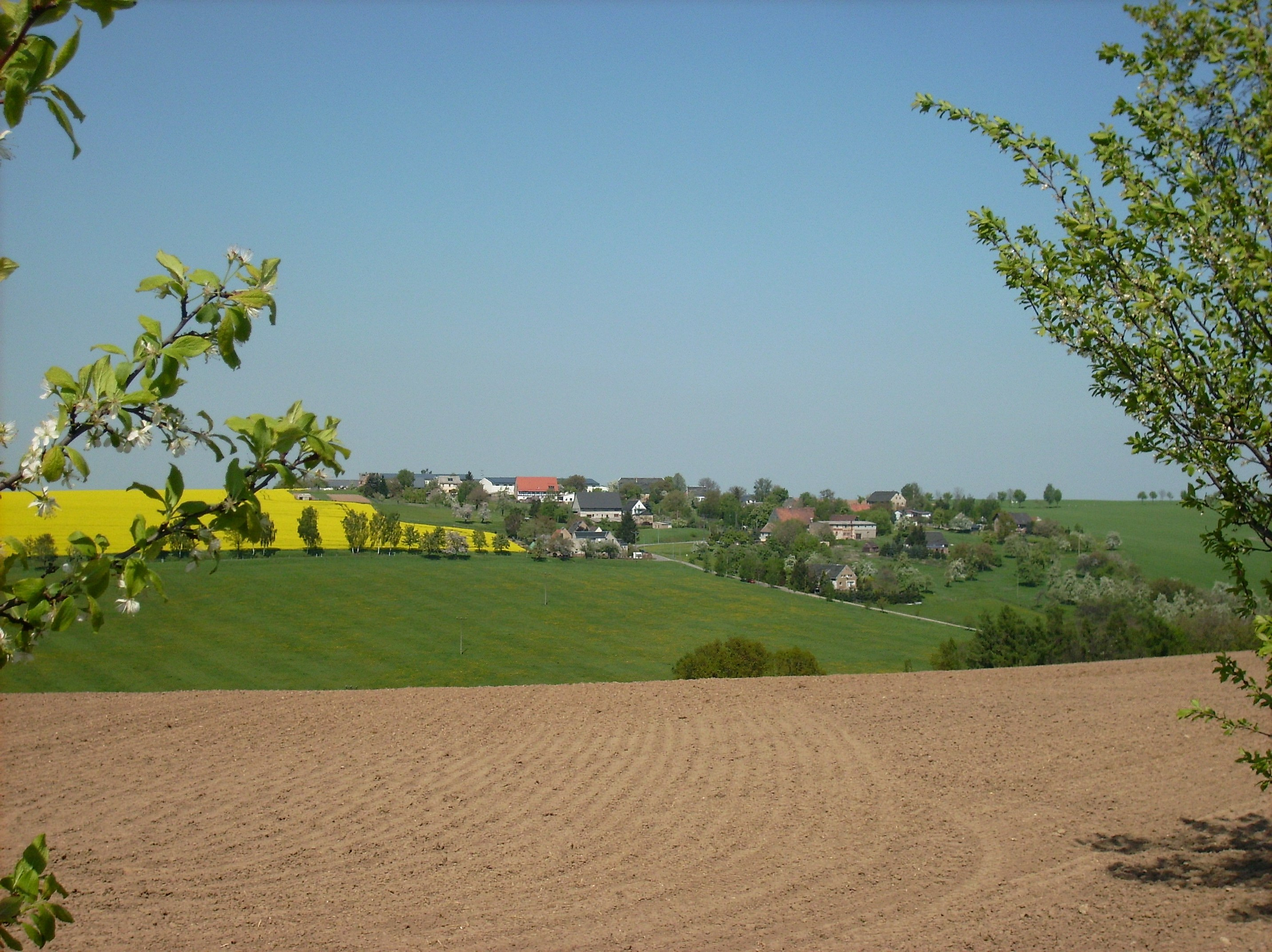
Ceesewitz
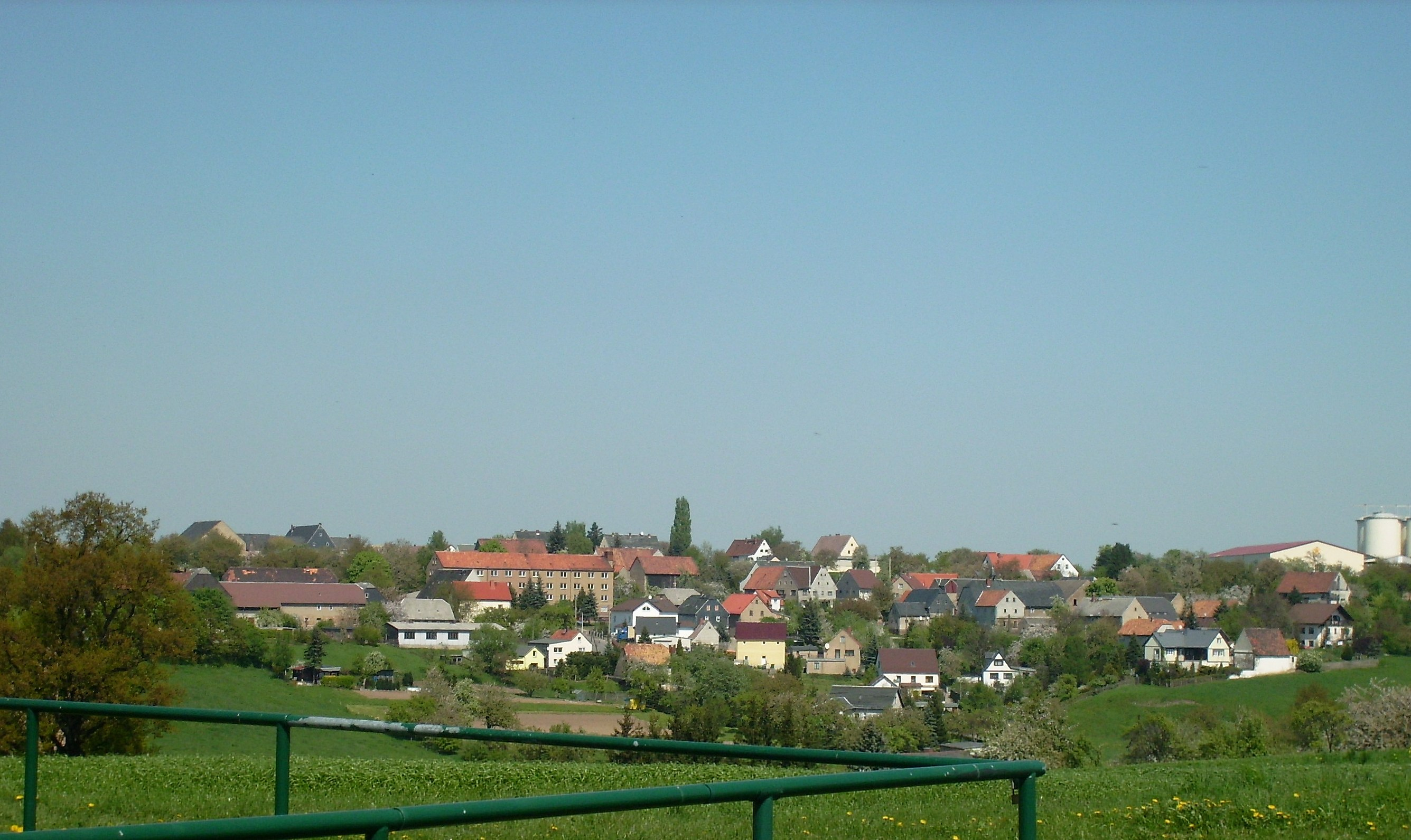
Methau

## Wirtschaft
Die Gemeinde ist von der Landwirtschaft geprägt. Von besonderer Bedeutung ist die AGRO AG Methau, die etwa 4200 ha Ackerland und 250 ha Grünland bewirtschaftet (Stand 2010), in Methau eine 1975 errichtete und 1978 erweiterte Milchviehanlage und in Ceesewitz eine Schweinemastanlage betreibt. 2005 errichtete sie eine Biogasanlage zur Energiegewinnung.
Nahe dem Ortsteil Methau wurde mindestens seit dem 16. Jahrhundert und bis ins 20. Jahrhundert Schiefer gebrochen, der zur Dachdeckung und Fassadenverkleidung verwendet wurde.

## Verkehr
Die Bundesstraße 175 berührt das Gemeindegebiet im Süden, die Ortsteile sind durch mehrere Kreis- und Gemeindestraßen miteinander verbunden. Zettlitz wird im ÖPNV durch Busse des Verkehrsverbundes Mittelsachsen bedient, die die Gemeinde mit den nahegelegenen Städten, insbesondere den Bahnstationen in Geithain und Waldheim, verbinden. Eine direkte Bahnanbindung besteht nicht, die früher durch den Ortsteil Kralapp (ohne Bahnstation) führende Bahnstrecke Glauchau–Wurzen ist ebenso wie die durch die südlichen Nachbargemeinden verlaufende Bahnstrecke Waldheim–Rochlitz mittlerweile stillgelegt. Die nächsten Stationen an den Strecken Riesa–Chemnitz und Neukieritzsch–Chemnitz liegen etwa 10 km entfernt.

## Persönlichkeiten

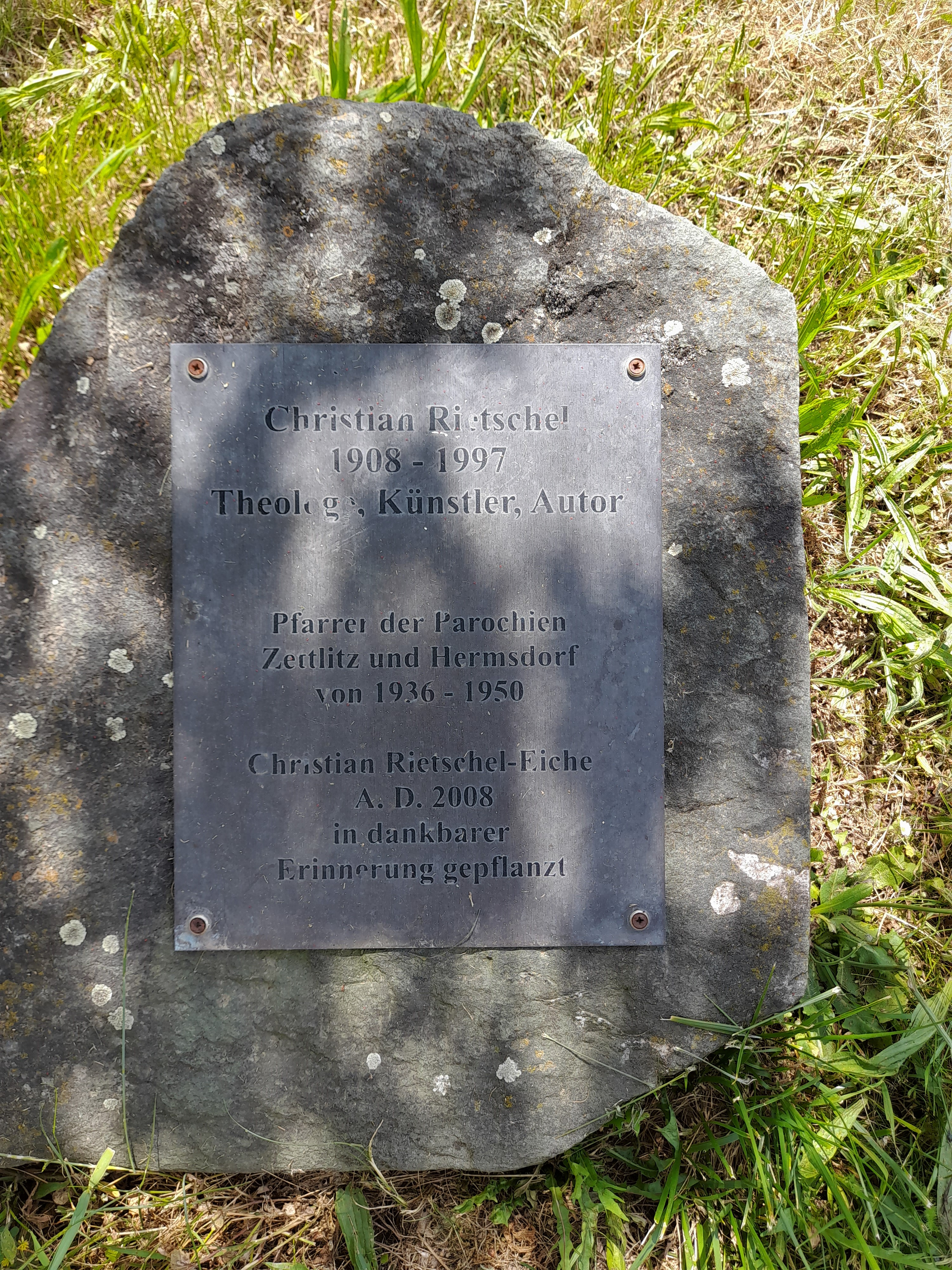
Christian-Rietschel-Eiche (Zettlitz), Infotafel

- Christian Rietschel (1908–1997), Dr. theol., Theologe, Schriftsteller und Künstler, 1936 bis 1950 Pfarrer in Zettlitz

### Söhne und Töchter der Gemeinde
- Friedrich Ladegast (1818–1905), im heutigen Ortsteil Hermsdorf geboren, bedeutender deutscher Orgelbauer